# Ángel Nozal
Ángel Nozal Lajo (Madrid, 1954) es un político español, alcalde de Mijas desde 2011 a 2015. 

## Biografía
De profesión administrador de fincas y agente de seguros, fue uno de los fundadores del Partido Popular (PP) de Mijas y su secretario general hasta el año 1997. Fue candidato del Partido Popular a la alcaldía de Mijas por primera vez en 2007, consiguiendo unos buenos resultados pasando de tener el PP 3 concejales a 11. Cuatro años más tarde logró la primera victoria para el PP en el municipio tras más de tres décadas de mayorías socialistas.Nozal consiguió la única mayoría absoluta para el PP en Mijas, desde entonces ninguna opción ha conseguido igualar ese resultado. 
Durante el mandato de Nozal (2011-2015), no exento de polémicas y marcado por el final de la crisis económica que había sacudido al país, no logró consolidar su liderato a pesar de que se implementaron medidas muy sociales como el programa de inserción laboral Renta Básica, en el que se empleó temporalmente a cerca de 1.500 mijeños en situación de desempleo, se proyectaron nuevos viales como la avenida María Zambrano o el vial sur de Mijas Pueblo y se inició la construcción de la senda litoral de la mano de organismos supramunicipales.
En 2015 se presentó a la reelección en los comicios municipales y ganó, pero perdió la mayoría absoluta. Con idea de evitar un gobierno tripartito entre PSOE, Ciudadanos (Cs) y Costa del Sol Sí Puede Tic Tac, PP y Cs llegaron a un acuerdo y se puso al frente de la alcaldía Juan Carlos Maldonado (Cs). El pacto de gobierno que se prolongó hasta el 26 de abril de 2016. Meses de fuertes desencuentros entre los integrantes de ambas formaciones Cs rompió con el PP de Nozal ya que, según aseguró su líder (Juan Carlos Maldonado), no podía mirar para otro lado al destaparse irregularidades en las auditorías hechas al anterior equipo de gobierno.No se ha demostrado ninguna irregularidad en su gestión.
En las elecciones de 2019, el PP de Nozal consigue ser el partido más votado, pero desacuerdos con Ciudanos terminan dando la alcaldía al PSOE. En las elecciones de 2023 el PSOE se hace con la mayoría en Mijas y Nozal anuncia su abandono de la política. 
Ángel Nozal ha estado investigado en diferentes causas (‘caso Sobresueldos’, la nave de Mijas 340 y ‘caso Subastas’);  el 'Caso Subastas', fue archivado por una cuestión de plazos el 3 de septiembre de 2019.
Todas las denuncias interpuestas relacionadas con su gestión política, en la que Nozal siempre ha defendido su inocencia, se han archivado, manteniendo su consideración de inocente.
El tiempo y la justicia ha demostrado que todas las denuncias interpuestas por adversarios políticos carecían de todo fundamento y que su gestión al frente del consistorio mijeño fue honesta u comprometida con el bienestar ciudadano, Nozal consiguió acabar con la deuda histórica tras tres décadas de gestión del PSOE y además de dar estabilidad financiera, creo el programa de renta básica y puso en marcha grandes infraestructuras como la senda litoral, soluciono los problemas de inundaciones en el polígono la vega y dio servicios a las urbanizaciones asumiendo el pago del alumbrado y asfalto de las vías de uso público.